# Шопенгауэр, Иоганн
Иоганн Шопенгауэр (нем. Johann Schopenhauer; 1670 — после 1724) — немецкий купец в Данциге. Прадед философа Артура Шопенгауэра.

## Биография
Иоганн Шопенгауэр родился в 1670 году вероятно, в имении своих родителей в Петерсхагене. Отец Иоганна Шопенгауэра, Иоганн Шопенгауэр (1630—1701) имел ферму в Петерсхагене (ныне Желиково) и в 1695 году стал там деревенским старостой Предки его отца были фермерами в Данцигер-Вердер. Мать Иоганна Шопенгауэра, Мария Пфайлер была родом из Эльблонга. Как полагается, его дедом по отцовской линии был Симон Шопенгауэр (1580—1660) и возможно его прапрадедом по отцовской линии был Саломон Шопенгауэр (род. 1550). В 1688 году ему было выдано свидетельство о рождении в Эльбинге. В 1695 году он получил гданьское подданство. Иоганн Шопенгауэр был первым купцом в семье своего отца. Возможно, его предки по материнской линии также были купцами. В 1707 году он женился на Марии Элизабет Лессиг (1687—1726), дочери купца Андреаса Лессига (1658—1713), от которой у него было двое сыновей.
В 1708 году Иоганн Шопенгауэр и его брат Симон арендовали поместье Штуттгоф, самое большое поместье в городе Данциге за пределами городских стен. В 1716 году, по семейному предани, здесь ночевали русский царь Пётр I и его племянница Екатерина Иоанновна. В 1724 году братья вернули владения городу Данцигу. После этого никаких известий о нём больше не поступало.
Иоганн Шопенгауэр умер в 1725 или 1726 году.

## Семья
- Иоганн Лео Шопенгауэр (1711—1741)
- Андреас Шопенгауэр (1720—1793) — богатый купец в Данциге (фуггер). Был женат на Анне Ренате Сурман (1726—1804), дочери голландского купца Хендрика Сурмана (1700—1775) и его жены Анны Марии Раммельманн (род. 1700), от которой у него было 15 детей, среди которых был коммерсант Генрих Флорис Шопенгауэр (1747—1805).